# Cophixalus tetzlaffi
Cophixalus tetzlaffi es una especie de anfibio anuro del género Cophixalus de la familia Microhylidae.

## Distribución geográfica
Originaria de Nueva Guinea Occidental (Indonesia).